# Prêmio Quem de melhor ator coadjuvante de televisão
O Prêmio Quem de melhor ator coadjuvante de televisão é um dos prêmios oferecidos durante a realização do Prêmio Quem de Televisão realizado pela Revista Quem, destinado ao melhor ator coadjuvante da televisão brasileira.
Em 2015 a categoria não foi apresentada.

## Resumo
- Ator com mais indicações: Ary Fontoura, Otávio Augusto, José de Abreu, Júlio Andrade, Anderson Di Rizzi e Marcelo Serrado (2).
- Ator mais jovem a ganhar: Johnny Massaro aos 22 anos por Meu Pedacinho de Chão (2014).
- Ator mais jovem a ser indicado: Miguel Roncato aos 17 anos por Passione (2010).
- Ator mais velho a ganhar: Marcelo Serrado aos 44 anos por Fina Estampa (2011).
- Ator mais velho a ser indicado: Leonardo Villar aos 86 anos por Passione (2010).

## Vencedores e indicados
| Ano  | Vencedores                               | Indicados |
| ---- | ---------------------------------------- | --- |
| 2010 | Marcello Airoldi - (Viver a Vida)        | - Ary Fontoura - (A Cura) - Evandro Mesquita - (A Grande Família) - Júlio Andrade - (Passione) - Leonardo Villar - (Passione) - Miguel Roncato - (Passione) - Rodrigo Lopéz - (Ti Ti Ti) |
| 2011 | Marcelo Serrado - (Fina Estampa)         | - Domingos Montagner - (Cordel Encantado) - André Gonçalves - (Morde & Assopra) - Ricardo Tozzi - (Insensato Coração) - Ary Fontoura - (Morde & Assopra) - Herson Capri - (Insensato Coração) - Humberto Martins - (O Astro) - Antônio Calloni - (O Astro) - Otaviano Costa - (Morde & Assopra) |
| 2012 | Juliano Cazarré - (Avenida Brasil)       | - Alexandre Borges - (Avenida Brasil) - José de Abreu - (Avenida Brasil) - Marcello Novaes - (Avenida Brasil) - Marco Pigossi - (Gabriela) - Marcos Caruso - (Avenida Brasil) - Marcos Palmeira - (Cheias de Charme) - Otávio Augusto - (Avenida Brasil) - Rodrigo Andrade - (Gabriela)         |
| 2013 | Alexandre Nero - (Salve Jorge)           | - Anderson Di Rizzi - (Amor à Vida) - Carmo Dalla Vecchia - (Joia Rara) - José de Abreu - (Joia Rara) - Joaquim Lopes - (Sangue Bom) - Josafá Filho - (Sangue Bom) - Luis Melo - (Amor à Vida) - Matheus Nachtergaele - (Saramandaia) - Tiago Abravanel - (Salve Jorge/Joia Rara)               |
| 2014 | Johnny Massaro - (Meu Pedacinho de Chão) | - Ailton Graça - (Império) - Júlio Andrade - (O Rebu) - Lázaro Ramos - (Geração Brasil) - Luís Miranda - (Geração Brasil) - Pedro Cardoso - (A Grande Família) - Rômulo Neto - (Império) - Vladimir Brichta - (Tapas & Beijos)                                                                  |
| 2015 | A categoria não foi apresentada.         | A categoria não foi apresentada. |
| 2016 | Marco Nanini - (Êta Mundo Bom!)          | - Anderson Di Rizzi - (Êta Mundo Bom!) - Chico Diaz - (Velho Chico) - Enrique Diaz - (Justiça) - Gabriel Godoy - (Haja Coração) - Jesuíta Barbosa - (Justiça) - Marcelo Médici - (Haja Coração) - Marcelo Serrado - (Velho Chico) - Otávio Augusto - (A Lei do Amor)                            |